# Pejzaż z upadkiem Ikara
Pejzaż z upadkiem Ikara (niderl. De val van Icarus) – obraz olejny powszechnie przypisywany niderlandzkiemu malarzowi Pieterowi Brueglowi starszemu, namalowany ok. 1557 roku, a obecnie znajdujący się w Królewskim Muzeum Sztuk Pięknych w Brukseli.
Atrybucja dzieła została zakwestionowana w 1996 po badaniach technicznych. Według oficjalnej strony muzeum nie ma pewności co do autorstwa obrazu, ale kompozycja z całą pewnością jest Bruegla. Brakuje dokumentów i wzmianek historycznych, obraz jest niesygnowany. Być może mamy do czynienia z kopią zaginionego oryginału.

## Opis obrazu
Tytuł obrazu nawiązuje do mitu o Ikarze, opisanego w Metamorfozach Owidiusza. Artysta namalował rozległy pejzaż, na pierwszym planie na wysokim morskim brzegu chłop orze pole. Nieco niżej pasterz pasie stado owiec, nad brzegiem morza rybak zarzuca sieci. W głębi widać rozległą zatokę morską z płynącymi statkami pod żaglami. Na horyzoncie widoczne są góry, a w oddali portowe miasto. Jedynie pierwszoplanowa sylwetka oracza została wyraźnie przedstawiona i zindywidualizowana, pozostałe stanowią jedynie element krajobrazu.
Tytułowy Ikar jest praktycznie niewidoczny, z prawej strony u dołu można dostrzec jedynie wystające z wody nogi i kilka piór unoszących się na powierzchni. Katastrofa Ikara pozostała niezauważona i w żaden sposób nie wpłynęła na zachowanie znajdujących się w pobliżu osób.
Kompozycja obrazu jest otwarta, użyto jasnych i nasyconych barw. Autor w nowatorski sposób użył farby – stopniowo zmieniając jej gęstość, uzyskał na obrazie efekty przestrzenne. W czasie, gdy powstał obraz, malarze zwykle posługiwali się laserunkiem dla uzyskania efektu głębi.

## Interpretacje i odniesienia
Autor nawiązał do flamandzkich przysłów „Żaden oracz nie przerywa pracy z powodu śmierci człowieka” i „Śmierci nic nie jest w stanie powstrzymać”. Potwierdzeniem tych słów może być obojętność, z jaką przedstawione przez malarza osoby przyjęły nagłą i tragiczną śmierć Ikara. Obraz odbierany jest jako metafora ludzkiego życia, nieuchronności śmierci i obojętności świata na losy jednostki. Według części krytyków dzieło jest pochwałą ciężkiej i prostej pracy, jednocześnie wyraża niechęć do lekkomyślnych czynów, nawet jeśli są one opiewane przez artystów. Według Feliksa Timmermansa, autora biografii Bruegla, Ikar jest personifikacją malarzy renesansowych, którzy zamiast malować rzeczy ich otaczające, utwierdzają na płótnach postacie i wydarzenia mitologiczne. Wyidealizowana piękność spala się niczym wosk na słońcu w zetknięciu się z rzeczywistością. Bruegel jako jeden z nielicznych odcinał się od stylu renesansowego i malował otaczającą go codzienność.
Precyzja, z jaką Bruegel namalował statki, świadczy o fascynacji artysty podróżami i tematyką morską. Mogła mieć na to wpływ jego znajomość z Abrahamem Orteliusem, wybitnym kartografem i kosmografem. Obecność gór stanowi zapewne nawiązanie do widoku Alp, które artysta widział podczas podróży do Włoch.
Motyw Ikara był bardzo popularny w sztuce od greckiego malarstwa wazowego i fresków pompejańskich po czasy współczesne. Temat poruszali malarze, graficy, rytownicy i rzeźbiarze, m.in. Peter Paul Rubens, Hendrik Goltzius, Charles Paul Landon, Herbert James Draper i Frederic Leighton.
Z polskich twórców Pejzażem z upadkiem Ikara zainspirowali się m.in. Jarosław Iwaszkiewicz w opowiadaniu Ikar, Stanisław Grochowiak w wierszu Ikar z tomu Agresty oraz Ernest Bryll w wierszu Wciąż o Ikarach głoszą. W roku 2000 Jacek Kaczmarski napisał utwór Upadek Ikara.